# The Brown Derby
Le Brown Derby est une chaine américaine de restaurants créée en 1926 et implantée à son origine localement à Los Angeles, aux États-Unis. La marque devient emblématique lorsque son premier restaurant, implanté sur Wilshire Boulevard, puis un second, implanté à Hollywood, se transforment en des lieux à la mode, fréquentés par les vedettes de l'âge d'or du cinéma américain. Dans les années 1980 cependant, tous les restaurants originaux de la chaîne disparaissent les uns après les autres, soit par destruction soit par reconversion. Par la suite, la Walt Disney Company tente de relancer la marque à l'échelle nationale par un système de franchises.

## Présentation

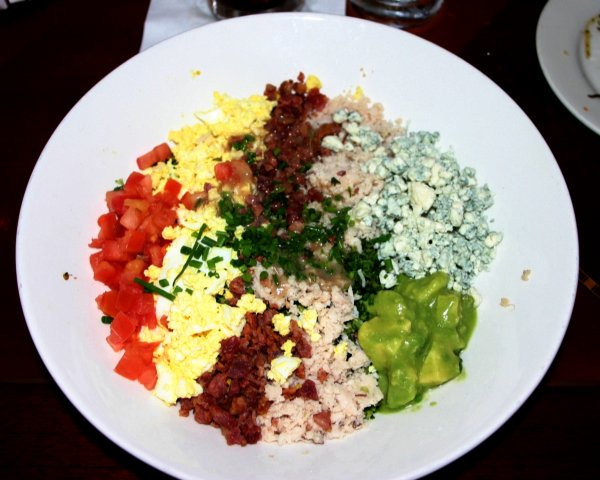
Une salade Cobb, la spécialité de la chaîne

La chaîne est créée par Robert Howard Cobb, qui laissera son nom à la salade Cobb, et Herbert K. Somborn, ex-mari de la star du cinéma muet Gloria Swanson. Le premier restaurant est implanté sur Wilshire Boulevard, face à l'hôtel de luxe Ambassador, fréquenté alors par les stars du cinéma américain. Il est reconnaissable à son aspect original en forme de chapeau melon (derby en anglais), selon les codes architecturaux du style « canard ». Les autres restaurants de la chaîne sont bâtis dans les années qui suivent à Hollywood (1929), Beverly Hills (1931), Los Feliz (1940) et Crenshaw Center (1955). Si leur architecture est plus conventionnelle, ils restent toutefois identifiables grâce au logo reprenant cette même forme caractéristique.
Pour leur décoration intérieure, les restaurants de la chaine arborent sur leurs murs la caricature des personnalités les ayant visités. Nombre d'entre elles sont dessinées par Jack Lane entre 1947 et 1985, qui écrira notamment un livre intitulé : A Gallery of Stars : The Story of the Hollywood Brown Derby Wall of Fame.

## Wilshire Boulevard

### Premier Brown Derby (au n°3427)
Le premier restaurant ouvre en février 1926, au 3427 Wilshire Boulevard. Le nom de Brown Derby est emprunté à un restaurant du même nom à Malverne, dans l'état de New York, devenu un repère d'acteurs de théâtre dans les années 1920. Ce premier établissement est un petit café, situé face au Cocoanut Grove (3400 Wilshire Boulevard), la boîte de nuit à la mode fréquentée par le tout Hollywood des années 1920 et 1930. Wilson Mizner en est l'exploitant, Herbert K. Somborn est le propriétaire des murs et Jack Warner est l'investisseur, . Mais ce premier restaurant s'avère trop petit et trop bruyant. En mai 1936, le restaurant déménage et le bâtiment d'origine est rasé.

### Nouveau Brown Derby (au n°3377)

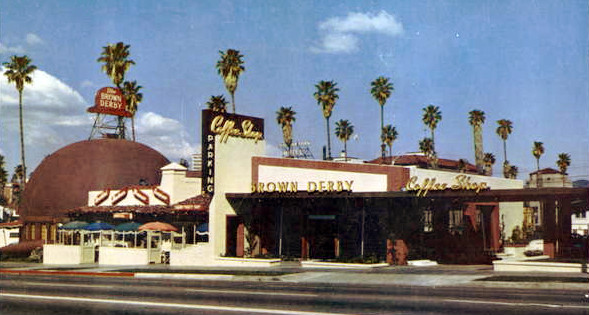
Le Brown Derby au n°3377 Wilshire Boulevard en 1952

En 1936, un nouveau bâtiment en forme de chapeau-melon est construit au 3377 Wilshire Boulevard, à l'angle d'Alexandria Avenue, à un pâté de maisons de l'ancien restaurant. La forme du chapeau-melon marron est en accord avec le nom de Brown Derby. L'architecture fantaisiste est alors à la mode dans le sud de la Californie. Ces formes originales ont pour but d'attirer l'attention des automobilistes qui passent et les inviter à s'arrêter pour consommer. L'exploitation du nouveau restaurant démarre au mois de mai de cette même année.
Ce restaurant apparaît dans une des scènes de Coquin de printemps, long métrage d'animation produit par les Studios Disney sorti en 1947. Le géant imaginaire Willie traverse Hollywood et se coiffe du Brown Derby.
En septembre 1980, le restaurant ferme sans préavis. Malgré l'action des défenseurs du patrimoine pour empêcher sa démolition,, le bâtiment est rasé pour être remplacé par un centre commercial. Seul est conservé et restauré son toit en forme de chapeau-melon, que les promoteurs préservent pour donner satisfaction aux associations. Il est repositionné sur le dernier étage du nouveau bâtiment en souvenir de l'ancien lieu emblématique de la ville.

## Hollywood

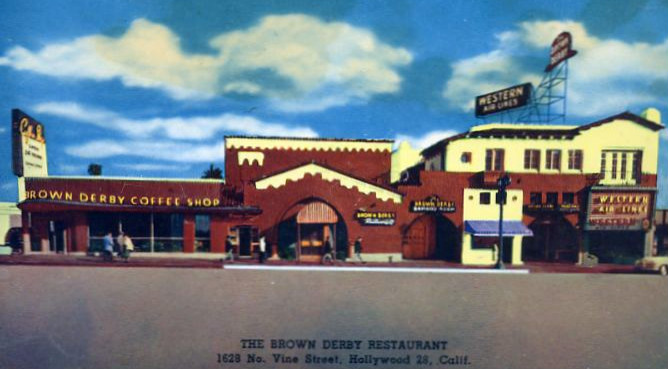
Le Brown Derby d'Hollywood dans les années 1950

Ce deuxième restaurant de la chaîne Derby Brown est bâti par Robert Howard Cobb à Hollywood dans le style mission espagnole, plus conventionnel dans le sud de la Californie, au 1628 North Vine Street, proche d'Hollywood Boulevard. Il ouvre le 14 février 1929, trois ans après le premier restaurant sur Wilshire Boulevard. En raison de sa proximité avec les studios de cinéma, il devient un des endroits où il faut être vu.
Clark Gable y aurait demandé Carole Lombard en mariage. Les chroniqueuses mondaines rivales Louella Parsons et Hedda Hopper, surnommées les « vipères d'Hollywood », sont des clientes régulières. À la télévision, le Brown Derby d'Hollywood apparaît dans le 17e épisode de la 4e saison de la série I Love Lucy intitulé L.A. at Last diffusé en 1955 : les personnages de Lucy (Lucille Ball), Ethel (Vivian Vance), et Fred (William Frawley) y prennent leur déjeuner.
La salade Cobb, version américaine de la salade composée, a été créée dans ce restaurant, selon les versions soit par son propriétaire Robert Howard Cobb, qui aurait arrangé lui-même des restes à la hâte, soit par son chef Robert Kreis.
L'actrice Shirley Temple déclare dans une interview radiophonique en 1986 que le cocktail qui porte son nom aurait été créé dans ce restaurant au milieu des années 1930. Elle précise qu'elle même n'aime pas cette boisson et que son nom a été utilisé sans sa permission.
Le Brown Derby d'Hollywood ferme le 3 avril 1985, en raison d'un litige portant sur le bail,,. Un nouveau restaurant, nommé l'Arbat Continental prend la suite. Celui-ci est touché en septembre 1987 par un incendie qui part de la cuisine,. Le bâtiment reste inoccupé par la suite et se détériore peu à peu. Il est squatté par des sans-abris et des gangs . En raison de dommages causés par le séisme de 1994 à Northridge, le bâtiment est déclaré insalubre par la municipalité de Los Angeles avant d'être démoli le mois suivant. Le site est de nos jours occupé par des immeubles d'habitation.
Après la fermeture du Brown Derby d'Hollywood en avril 1985, un porte-parole de Walter P. Scharfe, qui avait acheté la chaîne dix ans plus tôt, déclare au Los Angeles Times que le propriétaire est « engagé à 99 % » à rouvrir le restaurant ailleurs. Fin 1986, Scharfe inaugure un nouveau Brown Derby au 911 E. Colorado Boulevard à Pasadena, puis un autre au 1707 N. Vine Street à Hollywood en octobre 1987 . Scharfe annonce dans une nouvelle interview au Los Angeles Times son projet d'ouvrir de nouveaux Brown Derby à Palm Springs, Honolulu, et Vancouver . Non seulement ces projets ne voient pas le jour mais les deux restaurants récemment créés ferment peu de temps après leur ouverture. Loin de se décourager, Scharfe ouvre en 1994 un nouveau restaurant Brown Derby au centre commercial Beverly Center mais qui fermera un an plus tard.

## Beverly Hills

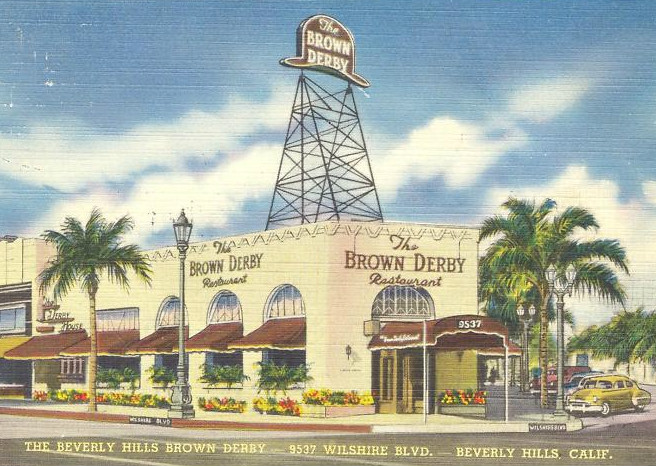
Le Brown Derby de Beverly Hills dans les années 1930

Bob Cobb ouvre le troisième restaurant de la chaîne Brown Derby en 1931, au 9537 Wilshire Boulevard à Beverly Hills, face au Beverly Wilshire Hotel, dans l'ancien magasin de vêtements pour femmes The Petite Shop. Les murs de la salle The American Room sont ornés des portraits au fusain d'acteurs oscarisés réalisés par Nicholas Volpe. En 1938, une extension est réalisée pour accueillir un bar et une salle-à-manger privative baptisée The Derby House, décorée dans le style vieille Angleterre. Le restaurant ferme en 1982 pour être démoli peu après. Le promoteur Douglas Stitzel rachète le site laissé vacant en 1986 pour y aménager le complexe commercial One Rodeo .

## Los Feliz
En 1940, le magnat du cinéma Cecil B. DeMille, copropriétaire du restaurant du 3377 Wilshire boulevard , rachète l'ancien restaurant Chez Willard ouvert dans les années 1920 au 4500 Los Feliz Boulevard et le transforme en Brown Derby. Il ajoute au restaurant un café en drive à l’extérieur. En 1960, l'endroit est racheté par l'acteur Michael St. Angel (également connu sous le nom de Steve Flagg) et devient le Michaels of Los Feliz. À la suite de rachats successifs, le bâtiment abrite de nos jours un restaurant appelé Mess Hall et une banque Chase,.

## Crenshaw Center
En 1955, un cinquième restaurant de la chaîne Brown Derby ouvre au centre commercial de Broadway Crenshaw, au 3625 Stocker Avenue à Los Angeles, dans le quartier de Baldwin Hills. Il s'agit d'un coffee shop ouvert 24 heures sur 24  conçu par l'architecte Rowland Crawford. Comme les autres, cet établissement finit par fermer ses portes.

## Relance de la marque
Au terme d'un accord avec la Walt Disney Company, la marque Brown Derby se lance dans un programme de franchise en 1987 pour la réplique à l'identique du restaurant d'Hollywood au Disney's Hollywood Studios en Floride. En 1990, la Walt Disney Company conclut trois nouveaux accords pour ses parcs d'attraction à  Paris, Tokyo et Los Angeles. Par la suite, d'autres contrats sont conclus avec des hôtels casino, à Las Vegas notamment.